# 卒業タイムリミット
『卒業タイムリミット』（そつぎょうタイムリミット）は、辻堂ゆめによる日本の小説。2019年11月22日に双葉社から刊行された。2022年4月からNHK総合で新設された帯ドラマ枠「夜ドラ」にてドラマ化された。

## 書誌情報
- 卒業タイムリミット（2019年11月22日、双葉社、ISBN 978-4-575-24227-0）

## テレビドラマ
2022年4月4日から5月12日までNHK総合の「夜ドラ」枠にて放送された。16年ぶりに再開されたプライム帯・帯ドラマ枠の第1作となる。主演は井上祐貴。

### キャスト

#### 主要人物
黒川良樹
演 - 井上祐貴
高畑あやね
演 - 桜田ひより
荻生田隼平
演 - 西山潤
小松澪
演 - 紺野彩夏

#### 欅台高校
水口里紗子
演 - 滝沢カレン
英語教師。
伊藤倫太郎
演 - 中尾明慶
数学教師。
小菅泰治
演 - 北山宏光
理事長。
野上厚
演 - 池内万作
体育教師でサッカー部の顧問。
宇部渉
演 - 木村達成
音楽教師。
柿本静江
演 - 峯村リエ
校長。
久田
演 - 枝元萌
教頭。
千葉千尋
演 - 弘中麻紀
教師。
酒井浩介
演 - 遠山悠介
教師。

#### 黒川家
黒川由美子
演 - 仙道敦子
良樹の母。
黒川政樹
演 - 野口俊丞
良樹の父。故人。

#### その他
市原恭二
演 - 森田甘路
警官。
梶浦弓美
演 - 足立梨花
警官。
マスター
演 - 本間朋晃
黒川行きつけの店「461（よるイチ）」のマスター。
寺木創太
演 - 高橋侃
4人の前に現れる謎の赤い髪の男。ローズヘッドという不良グループに属していた。
三つ子
演 - クロちゃん
那須川千佳
演 - かんのひとみ
黒川由美子担当の看護師。
油谷
演 - 前原滉
水口里紗子の元カレでストーカー。
レナ
演 - 尾碕真花
寺木の妻。ルナという名の娘がいる。

### スタッフ
- 原作 - 辻堂ゆめ『卒業タイムリミット』（双葉社）
- 音楽 - Ken Arai
- 挿入歌 - Cö shu Nie「青春にして已む」[8]
- 脚本 - 渡辺雄介、山崎太基、阿部沙耶佳、木乃江祐希、小田康平
- 制作統括 - 岡本幸江、渡辺悟
- プロデューサー - 大橋守、上田明子
- 演出 - 田中健二、中島由貴、中村周祐

### キャッチアップ放送
過去の夜の帯ドラマのように、定時での再放送は行われていないが、2022年5月3日（5月2日深夜）の0:30 - 3:37に、第1 - 3週（第1-12話）分を、5月4日（5月3日深夜）2:55-3:55には第4週（第13-16話）をキャッチアップ放送する。
| NHK総合 夜ドラ                                                                          | NHK総合 夜ドラ                                | NHK総合 夜ドラ                       |
| 前番組                                                                                  | 番組名                                        | 次番組                               |
| --------------------------------------------------------------------------------------- | --------------------------------------------- | ------------------------------------ |
| 枠設立前につき無し                                                                      | 卒業タイムリミット （2022年4月4日 - 5月12日） | カナカナ （2022年5月16日 - 6月30日） |
| NHK総合 月曜 22:45 - 23:00枠                                                            |                                               |                                      |
| 恋せぬふたり ※22:45 - 23:15 【ここまで「よるドラ」枠】                                  | 卒業タイムリミット 【ここから「夜ドラ」枠】   | カナカナ                             |
| NHK総合 火曜 22:45 - 23:00枠                                                            |                                               |                                      |
| プロフェッショナル 仕事の流儀 ※22:30 - 23:15 【金曜22時枠での不定期放送に移行して継続】 | 卒業タイムリミット 【ここから「夜ドラ」枠】   | カナカナ                             |
| NHK総合 水曜 22:45 - 23:00枠                                                            |                                               |                                      |
| 歴史探偵 ※22:30 - 23:15 【30分繰り上げて継続】                                          | 卒業タイムリミット 【ここから「夜ドラ」枠】   | カナカナ                             |
| NHK総合 木曜 22:45 - 23:00枠                                                            |                                               |                                      |
| SONGS ※22:30 - 23:15 【30分繰り上げて継続】                                             | 卒業タイムリミット 【ここから「夜ドラ」枠】   | カナカナ                             |